# Fernando León y Castillo
Fernando León y Castillo, marquis Del Muni, né le 30 novembre 1842 à Telde, sur l'île de Grande Canarie (Espagne), et mort le 12 mars 1918 à Biarritz (France), est un homme politique, avocat et diplomate espagnol. 
Sénateur à vie, il est à deux reprises ministre et occupe durant quatre mandats non consécutifs les fonctions d'ambassadeur d'Espagne en France.

## Biographie
Fernando León y Castillo fait ses études au collège de Las Palmas dans son île natale et devient licencié en droit à Madrid en 1866. Il est nommé Gouverneur civil de Grenade en 1868 puis de Valence. Élu aux Cortès en 1871, il est nommé sous-secrétaire d'État aux Colonies. En 1876, il est élu député du district de Santa María de Guía de Gran Canaria, avant de devenir, de 1881 à 1883, ministre des Outre-mer, puis, en 1886, ministre de l'Intérieur du gouvernement Sagasta. Il est nommé sénateur à vie en 1887 et conserve ce poste jusqu'en 1916, soit deux ans avant sa mort.
Il quitte rapidement le ministère de l'intérieur en novembre 1887 pour aller occuper à Paris le poste d'ambassadeur, où il est accrédité le 8 décembre 1887 et demeure dans ses fonctions jusqu'au 16 juillet 1890,. Après une courte vacance à ce poste, il est à nouveau, le 20 janvier 1893, pour la seconde fois nommé ambassadeur d'Espagne et remet ce jour ses créances au Président de la République. Pour la troisième fois, après avoir quitté son poste le 11 juin 1895, il est de nouveau rappelé et nommé ambassadeur à Paris le 27 novembre 1897,,, où il demeure jusqu'au 28 juillet 1910, date à laquelle il remet ses lettres de rappel au président Fallières. Son troisième mandat est marqué par la crise de Tanger qui, en 1905, faillit provoquer la rupture entre le France et l'Espagne. Enfin, le 26 janvier 1916, il occupe pour la quatrième et dernière fois les fonctions d'ambassadeur à Paris. Il conserve ses fonctions jusqu'à sa mort à Biarritz le 12 mars 1918.
En 1895, à la demande de la reine régente Marie-Christine d'Autriche, il donne son appui à la demande de l'abbé dom Delatte qui cherche à faire réintégrer à sa congrégation l'Abbaye Saint-Pierre de Solesmes, dont elle avait été chassée par l'expulsion de 1880.

## Honneurs
- Créé marquis del Muni (1900) ;
- Grand-croix de la Légion d'honneur (France) (1890)[2] ;
- Chevalier du collier de l'ordre royal et distingué de Charles III d'Espagne (1893)[2] ;
- 1129e Chevalier de l'ordre de la Toison d'or (Espagne, 1910).